# 福島県道9号猪苗代湖南線
福島県道9号猪苗代湖南線（ふくしまけんどう9ごう いなわしろこなんせん）は、福島県耶麻郡猪苗代町から郡山市湖南町に至る県道（主要地方道）である。

## 概要
大半が猪苗代湖畔東岸を通り、遠くには磐梯山を望む。

### 路線データ
- 総延長：22.673km[1][要出典]
  - 実延長：12.282km[1][要出典]
- 起点：耶麻郡猪苗代町山潟（国道49号交点）
- 終点：郡山市湖南町中野（福島県道6号郡山湖南線交点）

### 道路施設
浜志田橋
- 全長：16.0m
- 幅員：6.0(11.0)m
- 形式：単純PCプレテンT桁橋
- 竣工：1996年

猪苗代町山潟にて一級水系阿賀野川水系前川の河口部を渡る。R=230の曲線を描くため、床版部は張出施工が用いられた。猪苗代湖に隣接することから化粧板が貼り付けられ、景観に配慮されている。
一部区間で関東広域キー局、NHK総合・東京、NHKEテレ東京が受信できる(一部フルセグ)

## 歴史
- 1954年1月20日 - 建設省告示第16号が公布され、県道若松白河線の一部、御代上戸停車場線の一部、猪苗代停車場蜂屋敷線の一部、猪苗代停車場線の一部が主要地方道白河猪苗代線に指定される。
- 1974年11月12日 - 政令第354号が公布され、主要地方道白河猪苗代線の一部が国道294号に追加指定される。

- 1976年4月1日 - 建設省告示第935号が公布され、県道白河猪苗代線の一部が主要地方道猪苗代湖南線に指定される。
- 1976年（昭和51年）11月16日 - 福島県によって現行の県道路線に認定される[3]。
- 1993年（平成5年）5月11日 - 建設省から、県道猪苗代湖南線が猪苗代湖南線として主要地方道に指定される[4]。

## 地理

### 通過する自治体
- 耶麻郡猪苗代町
- 郡山市

### 交差する道路
- 国道49号（耶麻郡猪苗代町山潟・上戸交差点、起点）
- 福島県道376号湖南湊線（郡山市湖南町舟津）
- 福島県道6号郡山湖南線（郡山市湖南町中野、終点）